# David Baltimore
David Baltimore (Nova Iorque, 7 de março de 1938) é um microbiologista estadunidense.
Foi agraciado, juntamente com Howard Temin e Renato Dulbecco, com o Nobel de Fisiologia ou Medicina de 1975, por pesquisas sobre a interação entre tumores viróticos e o material genético.
Foi professor na Faculdade de Medicina Albert Einstein, no Instituto de Tecnologia de Massachusetts (MIT) e na Sociedade Americana de Microbiologia do Cancro/Câncer.
Em 1970, com Howard Temin, descobriu a enzima que permite ao ARN dirigir a síntese do ADN. Recebeu o Prémio Eli Lilly para microbiologia e imunologia em 1971, e o Prémio da Fundação Heel para biologia molecular.
David Baltimore é membro do conselho editorial da Encyclopaedia Britannica, responsável pelos assuntos referentes à fisiologia e desde 1978 é membro da Pontifícia Academia das Ciências.